# Pasko Rakic
Pasko Rakic (en serbo-croate: Paško Rakić), né le 15 mai 1933 à Ruma (Royaume de Yougoslavie, aujourd'hui en Serbie), est un neuroscientifique américain d'origine serbe et croate.
Spécialisé dans le développement et l'évolution du cerveau humain, il a fondé le Département de neurobiologie de l'université Yale et l'a dirigé pendant 37 ans. Il a également été le fondateur et le directeur de l'Institut Kavli pour les neurosciences et a reçu le premier prix Kavli en neurosciences, conjointement avec Sten Grillner (en) et Thomas Jessell (en), « pour les découvertes sur la logique fonctionnelle des circuits neuronaux » (2008).